# Guillaume Elmont
Guillaume Ricaldo Elmont (* 10. August 1981 in Rotterdam) ist ein ehemaliger niederländischer Judoka. Er war 2005 Weltmeister im Halbmittelgewicht, der Gewichtsklasse bis 81 Kilogramm.

## Karriere
Guillaume Elmont war 2000 Siebter der Junioren-Weltmeisterschaften und gewann den Titel bei den Junioren-Europameisterschaften im Leichtgewicht. 2001 wechselte er ins Halbmittelgewicht, in dieser Gewichtsklasse war er von 2001 bis 2011 elfmal in Folge niederländischer Meister. 2002 belegte er den siebten Platz bei den Europameisterschaften in Maribor. Bei den Olympischen Spielen 2004 in Athen schied er in seinem ersten Kampf gegen Mehman Əzizov aus Aserbaidschan nach 4:08 Minuten aus.
2005 gewann er das Super-World-Cup-Turnier in Paris. Bei den Europameisterschaften 2005 in Rotterdam erreichte er das Halbfinale, nach Niederlagen gegen den Deutschen Ole Bischof und den Polen Robert Krawczyk belegte er den fünften Platz. Dreieinhalb Monate später bei den Weltmeisterschaften in Kairo bezwang er im Viertelfinale den Esten Aleksei Budõlin, im Halbfinale den Ukrainer Roman Hontjuk und im Finale den Algerier Abderrahmane Benamadi. 2006 unterlag er bei den Europameisterschaften im Achtelfinale dem Weißrussen Sjarhej Schundsikau.  Mit vier Siegen in der Hoffnungsrunde erkämpfte sich Elmont eine Bronzemedaille. Im nächsten Jahr traf er im Halbfinale der Europameisterschaften erneut auf Sjarhej Schundsikau und verlor, im Kampf um eine Bronzemedaille bezwang er Ole Bischof. Bei den Weltmeisterschaften 2007 in Rio de Janeiro unterlag er im Viertelfinale dem Briten Euan Burton, nach drei Siegen in der Hoffnungsrunde erhielt er eine Bronzemedaille. Einen Monat später siegte er bei den Militärweltspielen. Bei den Europameisterschaften 2008 gewann er seine ersten vier Kämpfe und unterlag erst im Finale dem Portugiesen João Neto. Vier Monate später erreichte er bei den Olympischen Spielen 2008 in Peking mit drei Siegen das Halbfinale. Nach seiner Niederlage gegen den Südkoreaner Kim Jae-bum verlor er auch den Kampf um eine Bronzemedaille gegen den Brasilianer Tiago Camilo.
2010 gewann Guillaume Elmont eine Bronzemedaille bei den Europameisterschaften in Wien, nachdem er gegen den Russen Siraschudin Magomedow verloren hatte. Bei den Weltmeisterschaften 2010 belegte er nach Niederlagen gegen Kim Jae-bum im Viertelfinale und Euan Burton in der Hoffnungsrunde den siebten Platz. Zwei Jahre später schied er bei den Olympischen Spielen 2012 in London in seinem ersten Kampf gegen den Franzosen Alain Schmitt aus. Seine letzte internationale Medaille holte er bei den im Rahmen der Europaspiele 2015 ausgetragenen Europameisterschaften, als er eine Bronzemedaille im Mittelgewicht erkämpfte.
2016 beendete Guillaume Elmont seine Karriere als aktiver Sportler. Er ist bei Ajax Amsterdam als Fitnesstrainer tätig. Er ist Sohn des surinamischen Olympiateilnehmers Ricardo Elmont und älterer Bruder von Dex Elmont. 